# Jack Kirby
Vous lisez un « article de qualité » labellisé en 2011.
Pour les articles homonymes, voir Kirby.
Compléments
Cocréateur de Captain America, les Quatre Fantastiques, les Vengeurs
Jack Kirby, né Jacob Kurtzberg le 28 août 1917 dans le Lower East Side à New York et mort le 6 février 1994 à Thousand Oaks en Californie, est un dessinateur de bande dessinée et l'un des artistes les plus influents, célèbres et prolifiques de la bande dessinée américaine. Surnommé « the King of Comics » (« le Roi de la bande dessinée »), il est à l'origine de nombreuses séries qui marquent l'histoire des comics américains.
En 1940, il crée avec le scénariste Joe Simon la série Captain America ; en 1947, toujours avec Simon, il invente le genre des comics de romance ; dans les années 1960 avec Stan Lee, il crée de nombreux super-héros qui font la renommée de l'éditeur Marvel Comics, notamment les Quatre Fantastiques, l'Incroyable Hulk, le puissant Thor, les Vengeurs ou les X-Men ; enfin, dans les années 1970 pour l'éditeur DC Comics, il entreprend son œuvre la plus ambitieuse, Le Quatrième Monde, quatre comics liés entre eux et formant une seule saga. Par la suite, il poursuit une carrière moins marquée par la nouveauté mais toujours fructueuse, pour Marvel ou pour des éditeurs indépendants.
En produisant des œuvres qui connaissent un grand succès populaire et qui sont toujours admirées par ses pairs, Kirby a marqué le monde des comics. Grâce à la force de son art, parfaitement adapté au style épique des histoires de superhéros, le nom de Jack Kirby est toujours connu dans l'univers des comics. Son goût pour le grotesque a valu à quelques-unes de ses œuvres d'être censurées en France, y compris par ses éditeurs.
Malgré cette reconnaissance, Jack Kirby a connu quelques déboires avec ses éditeurs, surtout Marvel, qui ne reconnaît pas le droit d'auteur. Ce conflit, qui s'était achevé du vivant de Kirby, a repris en 2009, ses enfants réclamant à Marvel le retour des copyrights des séries créées dans les années 1960. La justice a rejeté cette demande, bien que l'avocat des Kirby ait fait appel.

## Biographie

### Premières années
Jacob Kurtzberg naît le 28 août 1917 dans une famille d'origine juive émigrée d'Autriche. Son père, Benjamin Kurtzberg, a dû fuir son pays natal pour échapper à un duel et il se retrouve dans le quartier new-yorkais du Lower East Side, travaillant comme tailleur dans une usine. La famille, composée de Benjamin, de sa femme Rose, de Jacob et de son frère David, vit pauvrement dans ce quartier difficile où le jeune Jacob est confronté très tôt à la violence. Les bagarres armées sont monnaie courante et il est arrivé plusieurs fois que Jacob reste inanimé dans la rue. Toutefois, Jacob se différencie des autres enfants qu'il côtoie par son intérêt pour les comic strips comme Dick Tracy et les romans classiques d'aventure (Alexandre Dumas, Jules Verne) ou les pulps.
Il reçoit une éducation religieuse dans une école juive. Dans cet environnement pauvre, la crise de 1929 frappe durement les familles : à l'âge de 14 ans, Jacob est accepté à l'Institut Pratt de Brooklyn pour suivre des cours d'art, mais le jour où il reçoit ses premiers cours, son père est licencié et Jacob doit abandonner l'école et travailler pour aider sa famille,. Il commence par être livreur de journaux, puis il aide son père dans divers métiers. Par la suite, il trouve une formation et participe à un club de jeunes pour lequel il réalise ses premiers dessins publiés dans le journal du club. Passionné par le dessin, Jacob Kurtzberg commence à réaliser des comic strips, signés du nom de Jack Curtiss, pour les proposer à des journaux ; c'est un échec et en 1935, répondant à une petite annonce, il postule un emploi aux studios Fleischer,.
Cet emploi ne lui plaît pas mais en travaillant là comme intervalliste sur les dessins animés de Popeye, il acquiert de l'expérience et il reçoit un salaire régulier. Toutefois, lorsque Fleischer décide de transférer son studio en Floride, Jack Kirby quitte cet emploi et se tourne vers les comic strips en signant un contrat avec le Lincoln Features Syndicate au début de 1936. Là il produit plusieurs strips sous différents pseudonymes : Brady, Lawrence, Jack Curtiss, Barton, Bob Dart, Curt Davis. En 1938, Jack Kirby propose ses talents à Will Eisner et Jerry Iger qui ont créé depuis peu un studio qui réalise des bandes dessinées pour plusieurs éditeurs. Là, Jack Kirby travaille pendant trois mois sur des planches préparées et parfois encrées par Eisner. Malgré cet engagement, Jack continue à produire un strip et des dessins humoristiques pour le Lincoln Features Syndicate.
Lorsqu'il quitte les studios d'Eisner et Iger, Jack commence une carrière d'artiste free-lance et en 1939, il réalise ses premières planches destinées à être éditées dans un comic book ; la série s'appelle Solar Legion et elle est produite pour TEM Publishing. Il faudra cependant attendre mai 1940 pour que cette histoire, signée pour la première fois Jack Kirby, soit publiée dans le comic Crash Comics Adventures.

### Simon et Kirby
Entre-temps Jack Kirby a trouvé un emploi chez Fox Feature Syndicate où il rencontre Joe Simon. Les deux hommes s'entendent très bien et commencent une collaboration fructueuse qui durera jusqu'après la Seconde Guerre mondiale. Ils décident de former un studio où ils vont produire plusieurs comics.

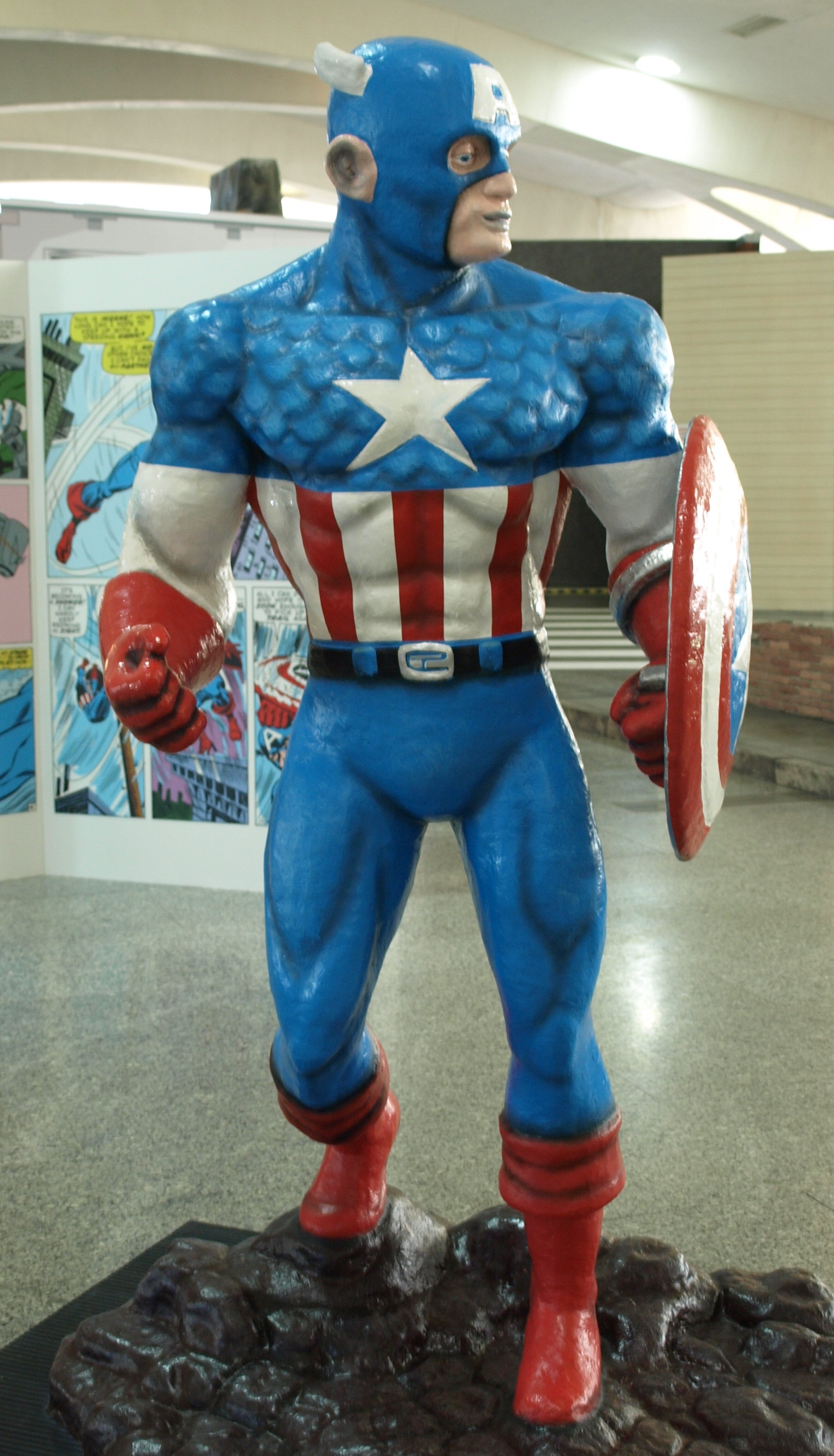
Le personnage de Captain America, créé par Joe Simon et Jack Kirby en 1940, marque le début d'une collaboration sur de nombreux comics patriotiques.

#### Timely Comics
Leur premier client est Martin Goodman propriétaire de Timely Comics, l’ancêtre de Marvel Comics et de plusieurs maisons d'éditions publiant des pulps. Kirby, en plus de dessiner des séries pour Timely, produit aussi des illustrations pour les pulps. Chez Timely Simon et Kirby créent une série de héros : Red Raven, Comet Pierce, Mercury, the Vision, Hurricane, Tuk the Cave-Boy. ils vont aussi créer une série qui connaît immédiatement un immense succès : Captain America qui paraît en décembre 1940. Le comic book se vend à plus d'un million d'exemplaires ce qui à l'époque n'est pas un chiffre exceptionnel mais montre cependant que la série a de très bonnes ventes.
Encouragés par ce succès, Simon et Kirby continuent dans cette voie des comics patriotiques et créent Young Allies qui met en scène Bucky Barnes, le sidekick de Captain America, Toro, le sidekick de Human Torch et des adolescents luttant contre des nazis. Toutefois Joe Simon apprend que Martin Goodman ne compte pas respecter le contrat le liant à Kirby et Simon et leur verser ainsi toutes les sommes dues. Comme National Comics tente à la même période d'attirer le duo, Simon et Kirby commencent à dessiner des séries pour cet éditeur. Quand Goodman apprend cela, il est furieux et les licencie. Kirby et Simon sont alors libres de partir chez DC avec un salaire double de celui payé par Timely.

#### National Comics
Ainsi, forts de leur succès, Simon et Kirby vont chez l'éditeur National Comics pour reprendre des séries déjà existantes comme Sandman ou Manhunter publiées dans Adventure Comics ou créer de nouveaux best-sellers comme The Newsboy Legion dans Star Spangled Comics et The Boys Commandos. Pour répondre à toutes ces sollicitations Kirby et Simon travaillent très vite (parfois jusqu'à six pages par jour), ce qui leur assure un revenu important et permet à Jack Kirby, le 23 mai 1942, de se marier avec Rosalind Goldstein, surnommée Roz, qui sera son épouse jusqu'au décès de Jack. Quelques semaines après son mariage, Jacob Kurtzberg change officiellement son nom en Jack Kirby.
En 1943, l'association est interrompue car les deux hommes sont appelés à servir sous les drapeaux. En 1944, Jack débarque en Normandie, dix jours après le jour J. Il avance jusqu'en Lorraine, où il participe à la bataille de Metz, notamment aux combats de Dornot, où les trois quarts des GIs engagés périssent. Gravement malade, il est évacué du front avant la fin des combats et ramené aux États-Unis. En récompense, il reçoit deux médailles militaires.

#### L'après-guerre

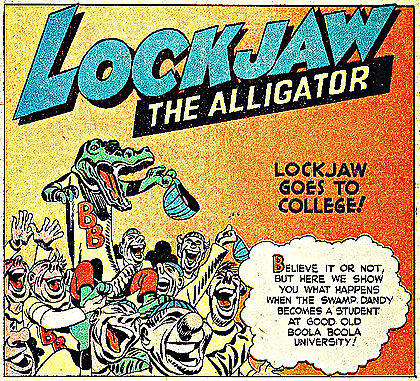
Le comic book Lockjaw the alligator a été créé par Joe Simon et Jack Kirby.

En 1945, Simon et Kirby se retrouvent et reforment leur association. Joe Simon signe un contrat avec l'éditeur Harvey Comics. Les conditions sont très avantageuses pour les deux artistes, comparées à celles que leur propose National. Mais à cette période, le monde des comics books connaît une crise de surproduction. Les marchands de journaux ne peuvent présenter tous les comics qui paraissent, ce qui les amène à n'accepter que les séries qui connaissent déjà le succès et à renvoyer les nouveautés. Face à cette crise, Harvey dénonce l'arrangement le liant à Kirby et Simon et ceux-ci se retrouvent sans emploi. National Comics accepte de faire travailler Kirby sur The Boys Commandos mais la situation financière n'est pas brillante, et cela d'autant plus que Roz a donné naissance à une petite fille, Susan, en décembre 1945.

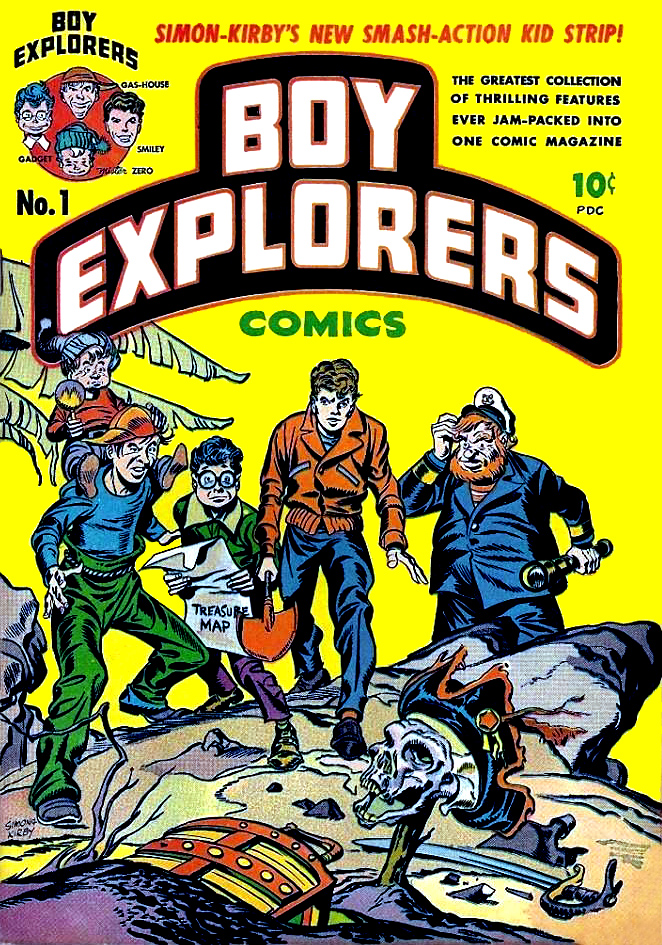
Couverture de Boy Explorers #1.

Heureusement, Joe Simon parvient à signer, à l'été 1946, un accord avec la maison d'édition Crestwood Publications qui produit des livres, des magazines et des comics ; dans ce dernier cas, la dénomination de l'éditeur est alors Prize Comics. Dans un premier temps, Kirby et Simon s'inspirent des comics qui se vendent bien pour créer leurs œuvres. Ainsi ils proposent Headline sous-titré The Crime Never Pays car le comics Crime Does Not Pay est diffusé à plus d'un million d'exemplaires. De même, comme les comics d'humour animaliers connaissent le succès, ils créent Lockjaw the Alligator.

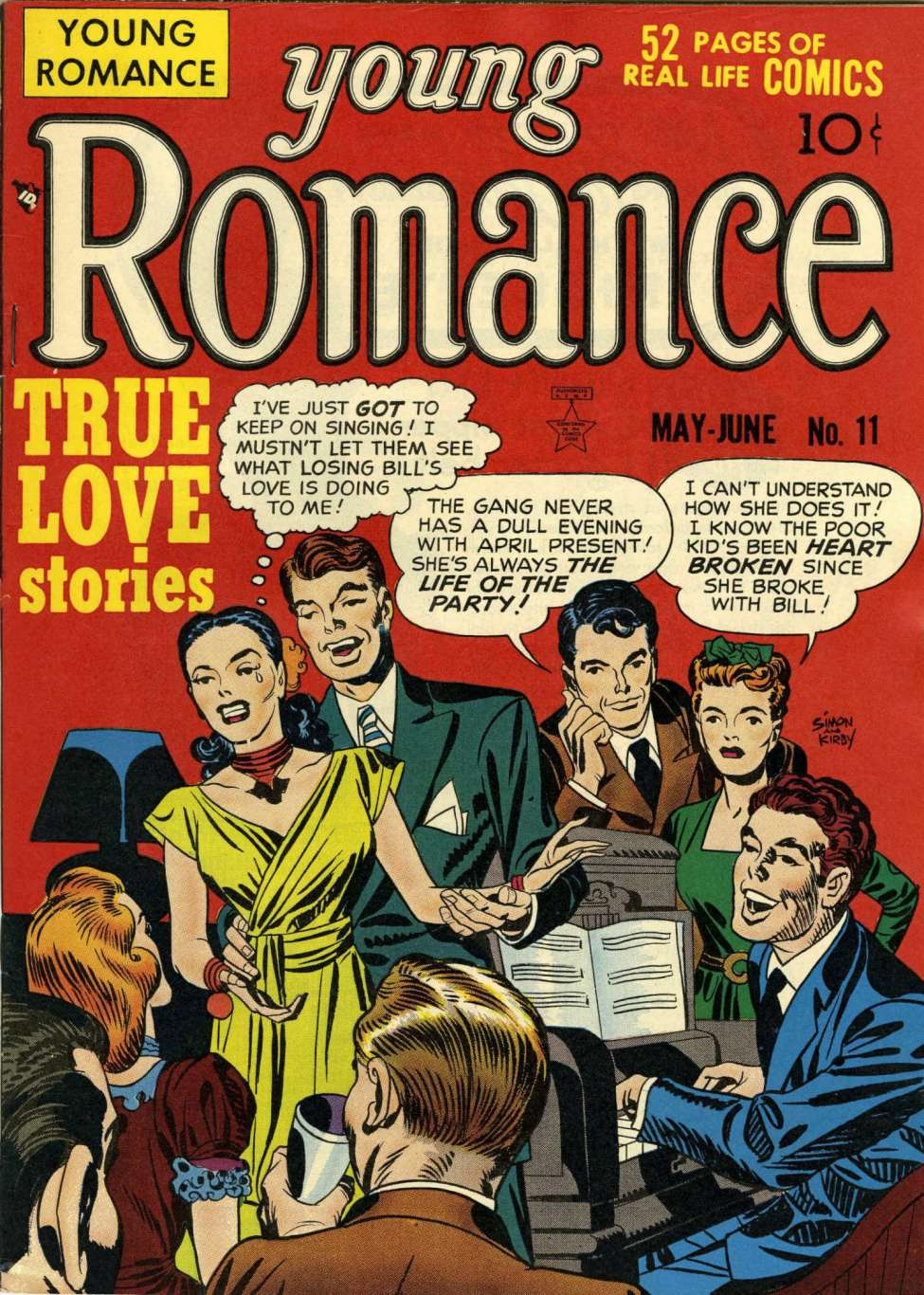
Couverture de Young Romance #11 (mai-juin 1949). Avec cette série, Simon et Kirby ont créé le comic romantique.

Cependant, Kirby et Simon ne se contentent pas de suivre les modes, ils en créent également. Ils inventent un nouveau genre, le comics de romance. En juin 1947 sort le premier numéro de Young Romance. Le succès est immédiat ; entre le premier et le troisième numéro le nombre d'exemplaires imprimés est triplé,. Cela incite Kirby et Simon à créer d'autres comics de ce genre, Young Love en 1949 et Young Brides en 1952. Les ventes dépassent à chaque fois le million d'exemplaires,.
D'autres créations émaillent cette période : Boy's Ranch (western), Black Magic (paranormal), The Strange world of your Dreams (l'interprétation des rêves) et Fighting American. Ce dernier relate les aventures d'un super-héros patriotique contre les communistes mais au lieu de traiter cela sérieusement, à partir du deuxième numéro, le comic le fait d'une façon parodique avec des communistes plus ridicules que méchants. Durant cette période Jack et Roz ont deux autres enfants : Neal, né en mai 1948, et Barbara en novembre 1952.
En 1954, Kirby et Simon, bien qu'ils continuent de dessiner des séries pour Prize, décident de se lancer dans l'auto-édition en créant Mainline Publications. Quatre séries sont lancées : Bulls Eye (western), Police Trap (policier), In Love (romance) et Foxhole (guerre). Le moment ne pouvait être plus mal choisi pour voler ainsi de ses propres ailes car les comics sont à cette époque sous l'accusation de pervertir la jeunesse américaine. Une commission sénatoriale est mise en place pour étudier les liens entre les comics et la hausse de la délinquance juvénile. Pour éviter une censure d'état, les éditeurs de comics décident de former la Comics Magazine Association of America qui édite le Comics code. La maison d'édition EC Comics ne peut plus, de ce fait, proposer ses comics d'horreur ce qui entraîne la faillite de son distributeur qui se trouve être le même que celui de Mainline. Mainline est obligée de cesser ses activités et est rachetée par Charlton Comics Group. Kirby et Simon continuent donc de travailler sur ces séries avec ce nouvel éditeur et sur celles qu'ils proposaient chez Prize.

### Kirby devient le «King»

#### Kirby sans Simon
Si Kirby et Simon s'entendent toujours très bien, chacun cherche cependant à travailler en solo. Kirby souhaite publier des comics strips alors que Simon est engagé par Harvey comme éditeur. En attendant de trouver un diffuseur pour ses strips, Jack Kirby propose ses talents à Atlas Comics, anciennement Timely Comics. Là il travaille sur Yellow Claw, Astonishing, etc. Mais en 1957, Atlas connaît de graves problèmes de distribution et Kirby se retrouve sans emploi. Il trouve heureusement une aide de la part de Frank Giacoia qui l'engage comme dessinateur de son strip Johnny Reb and Billy Yank.
Peu de temps après, Jack Kirby trouve du travail chez DC où il participe à de nombreux titres dont Green Arrow et Showcase. C'est dans ce dernier qu'il crée en février 1957, à partir d'un concept développé avec Joe Simon, The Challengers of the Unknown qui auront ensuite leur propre comic écrit et dessiné par Kirby. Entre-temps un projet de Kirby a été accepté par The George Matthew Adams Syndicate. Il s'agit de Sky Masters, un comic strip de science-fiction encré par Wally Wood qui sera publié de septembre 1958 à février 1961. Kirby avait refusé d'honorer l'accord de verser un pourcentage à Jack Schiff, un des responsables éditoriaux de DC, qui lui avait trouvé ce travail. Ce refus conduit à un jugement en défaveur de Kirby. Cela rend les rapports entre Kirby et DC tendus et finalement, le dessinateur quitte DC en 1959. Cette année-là il retrouvera Joe Simon pour deux projets édité par Archie : The Double Life of Private Strong et The Adventure of the Fly ; surtout il revient chez Atlas pour y dessiner des romance comics (My Own Romance), des westerns (Rawhide Kid et Two-Gun Kid) et des histoires fantastiques (Strange Tales). C'est durant cette période que naît Lisa, le quatrième enfant de Jack et Roz, le 7 septembre 1960.

#### Le retour des super-héros

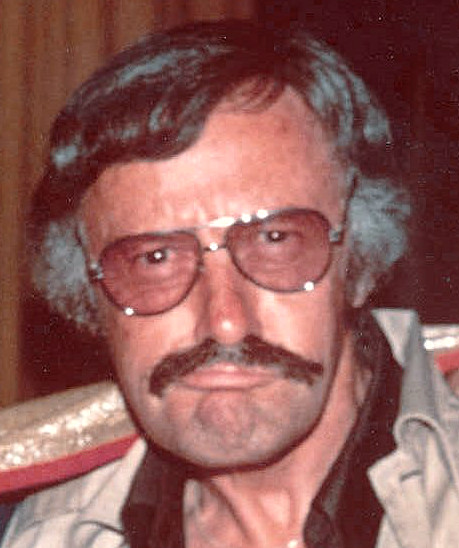
Stan Lee en 1973.

En 1961, DC Comics a depuis quelques années relancé les super-héros. Superman, Batman et Wonder Woman maintiennent leurs ventes et des super-héros abandonnés sont recréés comme Flash ou Green Lantern. L'« âge d'argent des comics » commence. Martin Goodman propose alors à son neveu, Stan Lee, de créer une série de super-héros en s'inspirant de la Ligue de justice d'Amérique. Stan Lee demande à Jack Kirby de participer à la création de ce comic et c'est ainsi que naît en août 1961 le comic The Fantastic Four mettant en scène les aventures des Quatre Fantastiques. Ce comic se différencie de ceux que l'on trouve chez les autres éditeurs par l'importance accordée aux relations sentimentales. Les histoires ne s'arrêtent pas avec la neutralisation des superméchants mais continuent en présentant leur vie quotidienne, leurs problèmes d'argent, d'amour, de famille, etc. Ce côté soap opera voulu par Stan Lee est très apprécié des lecteurs et The Fantastic Four connaît un grand succès.
Cette réussite encourage Lee et Kirby à reprendre cette formule et à l'appliquer à de nouvelles séries. C'est ainsi que naissent Hulk en mai 1962, Thor en août 1962, Sgt. Fury and His Howling Commandos en mai 1963, Les X-Men et Les Vengeurs en septembre 1963. En mars 1964, Lee et Kirby font revenir Captain America. Toutes ces séries sont lancées avec Jack Kirby au dessin, mais celui-ci laisse souvent par la suite ce travail à d'autres dessinateurs. Il restera sur The Fantastic Four, et reviendra rapidement sur Thor et Captain America. Toutes ses séries ne sont pas égales dans le parcours de Kirby. Dans certains cas, comme les premiers épisodes des X-Men, il se contente d'être le dessinateur et intervient peu sur l'histoire. Dans d'autres comics, comme les Quatre Fantastiques et Thor, il est à la fois dessinateur et scénariste. Stan Lee s'occupant d'insérer les dialogues sur les planches de Kirby.
Jack Kirby participe aussi à la création de Spider-Man, en suggérant le nom du personnage et les pouvoirs basés sur l'araignée, et de Iron Man, mais pour ces héros ce sont deux autres artistes qui sont chargés du dessin dès le premier épisode, Steve Ditko et Don Heck. Stan Lee, qui donne des surnoms à tous ses collaborateurs pour créer un lien avec les lecteurs, surnomme dans un premier temps Jack Kirby Jolly puis The King. C'est ce titre qui lui restera.
En 1970, bien que ses créations soient un succès, Jack Kirby, en désaccord avec la grande maison d'édition qu'est devenu Marvel, décide de la quitter pour DC Comics.

### Kirby, seul maître de ses créations

#### DC Comics
Kirby est accueilli par Carmine Infantino, alors éditeur chez DC, qui lui laisse carte blanche pour créer les séries qu'il désire. La seule condition est de reprendre une série déjà existante. Jack Kirby n'apprécie pas beaucoup cette demande mais il l'accepte et finalement le choix se portera sur Superman's Pal Jimmy Olsen. Le premier numéro réalisé par Kirby sera le no 133 qui sort en octobre 1970. Dès le no 134 de ce bimestriel, le deuxième écrit et dessiné par Kirby, apparaît le personnage de Darkseid. Cela annonce les trois créations de Kirby qui sont lancées en 1971 : New Gods et Forever People en février, Mister Miracle en mars. Malgré le grand investissement de Kirby, les ventes ne satisfont pas les éditeurs de DC. Par conséquent, Superman's Pal Jimmy Olsen est enlevé à Kirby en avril 1972 au no 148 et en octobre 1972, après 11 numéros, New Gods et Forever People sont arrêtés. Seul Mister Miracle sera poursuivi jusqu'au no 18 de février 1974.
Pour remplacer ces séries, Kirby en propose deux nouvelles : The Demon qui commence à paraître en août 1972 à un rythme mensuel et ce pendant 16 numéros jusqu'en janvier 1974 et Kamandi, the Last Boy on Earth dont les 40 épisodes paraissent d'octobre 1972 à avril 1976. En septembre 1974, paraît OMAC qui connaît 8 épisodes jusqu'en novembre 1975. Il lance ensuite une nouvelle version de Sandman avec Joe Simon. Kirby lance d'autres essais de séries qui paraissent dans First Issue Special. Vers la fin de son contrat de cinq ans, il reprend la série de guerre The Losers dans le comics Our Fighting Force et effectue divers travaux de commande pour l'éditeur comme Richard Dragon, Kung-Fu Fighter dont il dessine le troisième épisode sur un scénario de Dennis O'Neil.

#### Retour chez Marvel
En 1975, Kirby retourne chez Marvel où il reprend Captain America dont le premier numéro qu'il produit paraît en janvier 1976 et dont il réalisera les scénarios et les dessins jusqu'en décembre 1977.
De juillet 1976 à janvier 1978, il raconte l'histoire des Éternels dans la série de comics The Eternals où l'on assiste à l'affrontement de cette race d'êtres quasi-divins et des Déviants, une autre race d'êtres qui tient aussi de cette forme de divinité ; la Terre est le lieu choisi comme zone de combat. Après avoir adapté le film, il produit en décembre 1976 un comics librement inspiré de 2001, l'Odyssée de l'espace qui en avril 1978 donne naissance à Machine Man, série qui voit les mésaventures d'un robot humanoïde doté d'une conscience. Il réalise aussi en janvier 1977 un comic book mettant en scène un personnage créé dans The Fantastic Four no 52 de juillet 1966 : Black Panther (la Panthère noire).
En avril 1978, il propose Devil Dinosaur qui durera jusqu'en décembre 1978 et qui conte les aventures aux temps préhistoriques d'un jeune anthropoïde chevauchant un tyrannosaure rouge dont il est l'ami. Enfin il retrouve une dernière fois Stan Lee en 1978 pour raconter la dernière aventure du Surfer d'argent. Par ailleurs, il réalise aussi de nombreuses couvertures pour des comics auxquels il ne participe pas comme Les envahisseurs.
Cette collaboration avec Marvel, l'éditeur dont il avait été l'artisan du succès, se termine définitivement en 1978 pour des raisons de reconnaissance de droit d'auteur. Il semble alors que Jack Kirby quitte définitivement le monde des comics et qu'il préfère se consacrer à l'animation.

### Dernières années

Will Eisner, Jack Kirby et sa femme Rosalind, lors de la cérémonie des encriers de la bande dessinée (Inkpot Awards) en 1982 à San Diego.

Vivant depuis 1969 sur la côte ouest des États-Unis où sont installés les principaux studios américains d'animation, Kirby se tourne pour quelques années vers le dessin animé. Il travaille tout d'abord avec la société Hanna-Barbera puis à partir de 1980 avec la société Ruby-Spears Productions sur plusieurs projets. Il est chargé de préparer le design de personnages et de décors pour le dessin animé Thundarr the Barbarian (en français Arok le barbare). Il crée aussi de nombreux concepts nouveaux, qui ne sont pas repris par les studios mais qui devraient sortir des cartons pour une utilisation commerciale.
Le départ de Jack Kirby de DC puis de Marvel s'explique par un sentiment de manque de reconnaissance de la part de ses employeurs. Or les années 1980 marquent l'essor des éditeurs indépendants qui accordent un droit d'auteur complet aux artistes qui travaillent pour eux. Aussi, en 1981, l'éditeur Pacific Comics propose à Kirby de réaliser des comics dont il sera pleinement propriétaire. Le résultat est constitué de deux séries : Captain Victory and the Galactic Rangers, qui est un space opera, et Silver Star, qui explore les virtualités du génie génétique. Mais Pacific fait faillite et les deux séries sont interrompues. En 1982, Steve Gerber, qui est en procès avec Marvel Comics à propos de ses droits d'auteur sur Howard the Duck, a besoin d'argent pour payer ses avocats. L'éditeur indépendant Eclipse Comics accepte alors d'éditer une anthologie dont les profits reviendront entièrement à Steve Gerber. Ce dernier crée pour cette publication le personnage de Destroyer Duck, dont le dessin est assuré par Jack Kirby. Après quelques numéros et la fin du procès, la série est arrêtée. Jack Kirby prend alors sa retraite. En 1986, un conflit l'oppose à Marvel. Son ancien employeur refuse de rendre à Kirby ses originaux s'il n'appose pas sa signature au bas d'un document par lequel il reconnaît Marvel comme seul propriétaire des droits sur les personnages qu'il avait cocréés. Un accord est trouvé mais les suites persistent jusqu'à maintenant puisque les héritiers de Kirby sont de nouveau en procès avec la firme Marvel.
En 1993, l'éditeur Topps Comics publie des fonds de tiroir de Jack Kirby, dont certains datent de l'époque de Pacific Comics : Bombast, Captain Glory, Nightglider et Satan's Six. Kirby ne fournit à ce projet, baptisé Kirbyverse, que le concept de base, les couvertures et quelques splash pages. Il en va différemment pour Phantom Force, série créée pour Image Comics qui comporte deux numéros entièrement dessinés par Kirby et encrés par une pléiade d'artistes distribués par Image (Jim Lee, Rob Liefeld, Todd McFarlane, Marc Silvestri, Erik Larsen, Jerry Ordway, etc.). Un numéro zéro et les épisodes 3 à 8 (qui présentent à chaque fois un ou deux de ses dessins et dans lesquels Kirby est crédité) sont publiés plus tard par l'éditeur West Coast Genesis avec lequel devait travailler Kirby. Ce nouveau projet est interrompu par sa mort, causée par une crise cardiaque, qui survient le 6 février 1994 dans sa propriété de Thousand Oaks en Californie.

## L'héritage

### L'influence de Kirby
L'influence de Kirby sur les auteurs de comics est très importante. Elle a commencé dès les années 1960 chez l'éditeur Marvel. En effet les dessinateurs étaient invités à dessiner leurs comics dans le style de Jack Kirby. Des artistes plus actuels ont rendu hommage à Kirby et déclaré qu'il avait eu une grande influence sur leur travail. Parmi ces artistes on trouve Alan Moore, Stephen Bissette et John Totleben qui dédient le numéro 27 de Swamp Thing à Jack Kirby avec respect et affection,. Todd McFarlane dans le premier numéro de Spawn reconnaît aussi l'influence de Kirby sur son travail. Enfin, lors d'une série d'interviews publiées dans le magazine The Jack Kirby Collector no 27, des auteurs tels que Kurt Busiek, Barry Windsor-Smith, Erik Larsen, Roger Stern, Marv Wolfman, Neil Gaiman reconnaissent l'influence de Kirby et Michael Wm. Kaluta affirme que « dans les comics, l'influence de Jack Kirby est indéniable. La plupart des gens que nous rencontrions étaient influencés uniquement par Kirby durant leurs années formatrices »,. L'hommage le plus clair vient de Frank Miller qui le considère comme « le père de la BD moderne américaine ».
Jack Kirby continue à être une référence grâce aux albums publiés, reliés ou brochés, tant par DC Comics que par Marvel, qui reprennent les séries auxquelles il a participé. À ces rééditions s'ajoutent les comics inspirés des créations de Kirby comme Jack Kirby's Galactic Bounty Hunters écrit par Lisa Kirby et Steve Robertson et dessiné par Mike Thibodeaux, ou Kirby: Genesis écrit par Kurt Busiek et dessiné par Alex Ross et Jack Herbert.

### La réception en France
L’œuvre de Jack Kirby est maintenant accessible en France sans restriction, mais elle a parfois été visée par la censure en raison de certains de ses thèmes. Si des années 1960 à 1990, les comics DC ou Marvel sont régulièrement traduits, certains connaissent des problèmes avec la Commission de surveillance et de contrôle des publications destinées à l'enfance et à l'adolescence instaurée par la loi no 49-256 du 16 juillet 1949. Ainsi Marcel Navarro, éditeur des éditions Lug, dont le personnage Fantax avait été à l'origine de la loi, voit son magazine Wampus, puis son magazine Fantask dans lequel on trouve Spider-Man, Le Surfer d'argent et Les Quatre Fantastiques, interdit à la vente aux mineurs à partir du no 7 à la suite d'une décision de cette commission mettant en cause « sa science-fiction terrifiante, ses combats de monstres traumatisants, ses récits au climat angoissant et assortis de dessins aux couleurs violentes ». Le deuxième essai pour publier Les Quatre Fantastiques, cette fois dans un magazine intitulé Marvel, s'achève de la même façon, avec une interdiction à la vente aux mineurs à partir du numéro 14, ce qui conduit Lug à cesser la publication de ce magazine. Cela amènera alors l'éditeur à proposer les aventures des Quatre Fantastiques au format album qui n'est pas soumis aux mêmes conditions de publication. De même Les Éternels, publié dans le magazine Strange à partir du no 93 est dans un premier temps censuré par l'éditeur qui gomme des monstres ou redessine des personnages avant d'être totalement arrêté à la suite des mises en garde de la commission ; l'éditeur préférant arrêter cette série plutôt que de voir son magazine vedette (qui propose par ailleurs Daredevil, Iron Man et Spider-Man) totalement interdit.
Arédit reprend la série en omettant dix épisodes qui resteront inédits jusqu'en 2007. À cette époque, cet éditeur publie toutes ses histoires dans un petit format qui ne respecte pas les proportions du format comic book et les planches originales sont redécoupées, des vignettes sont coupées ou au contraire redessinées pour s'insérer dans ce format de page. De plus, certaines des histoires d'horreur dessinées par Kirby, par exemple The Demon (1972), sont marquées « pour adultes » alors qu'elles ont été approuvées par l'organisme de censure américain, qui a relâché ses critères en 1971 pour accepter certaines histoires de ce genre. Plus tard, Arédit lance une collection au format comics, qui permet pour la première fois de voir des aventures de Captain America, Hulk, Kamandi, etc., par Kirby dans leur format d'origine. Cependant, un tiers seulement de la vingtaine d'épisodes de Captain America sont traduits.

### Les créations majeures

#### Marvel Comics

##### Jack Kirby et Joe Simon
Captain America : Au début de l'année 1940 Joe Simon et Jack Kirby commencent à travailler pour Timely. Les tensions internationales qui préfigurent une guerre prochaine et la situation des juifs en Allemagne qui touche particulièrement Simon, Kirby et Martin Goodman (propriétaire de Timely), tous trois juifs, poussent à la création d'un nouveau super-héros patriotique. La première apparition de ce personnage, nommé Captain America, se fera dans le premier numéro de Captain America Comics qui paraît le 20 décembre 1940 (la date inscrite sur la couverture est mars 1941). Ce premier épisode connaît un énorme succès avec des ventes qui dépassent le million d'exemplaires (ce chiffre n'est pas rare à l'époque mais il marque le succès). En novembre 1963, Jack Kirby et Stan Lee ressuscite Captain America dans The Avengers no 4. Captain America est retrouvé en état d'hibernation par les Vengeurs et accepte de faire partie de ce groupe. Cela permet à Jack Kirby de reprendre le personnage dans le comic Tales of Suspense à partir du no 59. Ce comic au no 100 est rebaptisé Captain America. Lorsqu'il revient chez Marvel en 1976 Jack Kirby retrouve une dernière fois ce personnage dont il écrit, dessine et édite les épisodes du no 193 au no 214.

##### Jack Kirby et Stan Lee
Les Quatre Fantastiques : En 1961, Martin Goodman, éditeur propriétaire de la firme Atlas, au vu du succès du comic book The Justice League of America, édité par DC Comics, suggère à Stan Lee, qui est scénariste, dialoguiste et responsable éditorial chez Atlas, de créer une série mettant en scène un groupe de super-héros. Stan Lee propose à Jack Kirby de travailler avec lui sur ce concept et de leurs discussions naît The Fantastic Four dont le premier numéro sort le 8 août 1961 et qui met en scène les aventures de quatre super-héros : Mr Fantastique, la Fille invisible, Torche humaine et la Chose. Kirby et Lee créent un nombre important de personnages encore présents dans l'univers Marvel (Docteur Fatalis un scientifique de génie vêtu d'une armure, les Inhumains, Galactus le dévoreur de monde, le Surfer d'argent, la Panthère noire le premier super-héros noir de Marvel, etc.) durant les 102 épisodes qu'ils cosignent.
L'Homme-fourmi : En janvier 1962, dans le 27e numéro de Tales to Astonish apparaît le personnage, créé par Lee et Kirby, d'Henry Pym, un scientifique qui a découvert le moyen de réduire sa taille à celle d'une fourmi. En septembre 1962 dans le 35e numéro de Tales to Astonish, il revient mais cette fois-ci en tant que super-héros nommé Ant-Man. Kirby dessine ses aventures avant de passer la main à Don Heck. Il retrouve le personnage au no 49 dans lequel Ant-Man devient Giant-Man.
Hulk : En mai 1962, sort le 1er numéro du comic book The Incredible Hulk. On y trouve l'histoire d'un scientifique, Bruce Banner, qui est irradié par des rayons gamma et qui devient une créature monstrueuse, Hulk. Ce personnage inspiré par le roman de Robert Louis Stevenson L'Étrange Cas du docteur Jekyll et de M. Hyde, ne trouve pas un lectorat suffisant et le comic est arrêté après six numéros. Hulk trouve cependant une nouvelle place dans Tales to Astonish à partir du no 60 (daté d'octobre 1964), qu'il partage avec Giant-man puis avec Namor. Steve Ditko dessine plusieurs épisodes de Hulk avant que Jack Kirby ne reprenne le personnage du no 68 au no 84.
Thor : Ce personnage apparaît pour la première fois dans Journey into Mystery no 83 portant la date d'août 1962. Créé par Stan Lee et Jack Kirby, il est basé sur son homologue dans la mythologie nordique. Kirby dessine les premières histoires jusqu'au numéro 89 puis laisse la place à d'autres dont Don Heck. À partir du numéro 101, il reprend le rôle de dessinateur attitré de la série. Le personnage de Thor a un tel succès que le no 125 de Journey into Mystery est renommé The Mighty Thor. Kirby porte le personnage vers une maturité dont il est le seul responsable. Numéro après numéro, il s'inspire de la mythologie nordique et étend l'univers du héros en créant de nombreux personnages qui marqueront l'Univers Marvel.
Nick Fury : Ce personnage apparaît pour la première fois dans le premier numéro de Sgt Fury and his Howling commandos daté de mai 1963 écrit par Stan Lee et dessiné par Jack Kirby. Nick Fury est alors le sergent d'une escouade qui parcourt les zones de combats de la seconde guerre mondiale. Kirby dessine les sept premiers épisodes avant de laisser les crayons à Dick Ayers. Il retrouve ce personnage en août 1965 dans Strange Tales no 135, avec Stan Lee encore au scénario. Cette fois-ci l'action se passe dans le présent et Nick Fury, devenu colonel, est recruté par un service secret du gouvernement américain, le SHIELD, afin de devenir directeur de celui-ci et de lutter contre une organisation criminelle : HYDRA. Kirby dessine la série jusqu'au no 153 de janvier 1967 avant d'être remplacé par Jim Steranko.
Les X-Men : En septembre 1963, Stan Lee et Jack Kirby proposent une nouvelle équipe de super-héros, après les Quatre Fantastiques et les Vengeurs. Cette fois-ci l'équipe est constituée de jeunes gens qui ont tous la particularité d'être des mutants, c'est-à-dire des personnes nées avec un pouvoir. Le groupe se compose de Cyclope, Angel, Iceberg, le Fauve et Strange Girl qui sont dirigés par un télépathe le Professeur Xavier. Dès le premier épisode les X-Men doivent lutter contre celui qui sera leur ennemi juré : Magnéto. Lee et Kirby créeront aussi au 14e épisode les sentinelles, des robots fabriqués par Bolivar Trask, un scientifique persuadé que l'apparition des mutants signifie la fin de l'espèce humaine. Après 17 numéros Kirby abandonne la série qui est reprise par Werner Roth.

##### Kirby seul
Les Éternels : Ce groupe d'êtres surhumains apparaît dans le premier numéro du comic book éponyme daté de juillet 1976. Probablement inspiré par le livre Présence des extraterrestres d'Erich von Däniken le comic book raconte l'histoire de ces personnages aux pouvoirs fantastiques qui vivent sur Terre mais dont les humains ignorent l'existence. Cette race, ainsi que celle des humains et une troisième, monstrueuse, celle des Déviants a été créée par des extra-terrestres, les Célestes, qui doivent revenir pour juger leurs créatures. L'affrontement entre les Éternels et les Déviants est la base de l'intrigue de cette série qui ne dure que 19 numéros et un annual. La série s'achève en janvier 1978.
Machine Man : En 1976, Jack Kirby est chargé d'adapter sous la forme de roman graphique le film 2001, l'Odyssée de l'espace. En décembre de cette année sort le premier numéro d'une série qui reprend les éléments du film et qui est nommée 2001 : A Space Odyssey. Dans le 8e épisode de cette série apparaît un personnage, nommé Mister Machine, qui est un robot doté de conscience grâce à l'action du monolithe. La série s'achève, en septembre 1977, au no 10 à cause du manque de lecteurs mais en avril 1978, Jack Kirby reprend le personnage de Mister Machine, le rebaptise Machine Man et conte ses aventures dans le comic éponyme
.

#### DC Comics

##### Jack Kirby et Joe Simon
The Newsboy Legion et The Boys Commandos : En avril 1942, dans le 7e numéro de Star Spangled Comics, Kirby et Simon proposent une nouvelle série nommée The Newsboy Legion, starring the Guardian. Ils créent ainsi un nouveau concept qui sera par la suite souvent repris, celui du groupe d'adolescents auquel il arrive d'extraordinaires aventures, l'adulte ne fait qu'épauler ces jeunes. Cette idée plaît tellement que Star Spangled Comics devient une des meilleures ventes de DC Comics. En juin 1942 dans le no 64 de Detective Comics apparaît un nouveau groupe de jeunes, toujours accompagnés d'un adulte, The Boy Commando, composé de quatre adolescents, chacun d'une nationalité différente, un Anglais, un Néerlandais, un Français et un Américain. Fin 1942, le groupe gagne son propre comic. Tout le temps que dure leur collaboration, Kirby et Simon utilisent plusieurs fois cette idée : en mai 1946 paraît le 1er numéro de Boy Explorers publié par Harvey (deux numéros seulement paraissent) et en octobre 1950 Boy's ranch est un western mettant en scène un groupe de jeunes. Enfin Kirby lorsqu'il reprend Superman's Pal, Jimmy Olsen recrée The Newsboy Legion, constituée cette fois-ci des fils du groupe originel, qui aident Olsen et Superman à lutter contre leurs ennemis.

##### Kirby seul
Les Challengers de l'Inconnu : En 1957, Jack Kirby propose à DC Comics une série mettant en scène quatre aventuriers qui, ayant survécu à une catastrophe, sont prêts à tout risquer persuadés de vivre un « temps emprunté ». La première apparition de ces héros se fait dans le sixième numéro du comics Showcase. Les Challengers reviennent dans le numéro suivant, dans le onzième et le douzième avant de gagner leur propre série. L'origine de ce groupe est un projet de Kirby et Simon qui ne vit jamais le jour et que Jack Kirby se réapproprie. Pour réaliser cette série Kirby travaille avec le scénariste Dave Wood. Il dessine les huit premiers épisodes avant de partir pour Marvel.
Le Quatrième Monde (en anglais : The Fourth World) : c'est un projet ambitieux proposé par Kirby à DC en 1970. Sur quatre comics liés (Superman's Pal Jimmy Olsen, New Gods, Forever People et Mister Miracle), Jack Kirby développe un univers entier et cohérent et raconte la lutte impitoyable entre deux mondes antagonistes habités par des dieux. D'un côté se trouve New Genesis dirigé par Highfather de l'autre Apokolips, soumis à Darkseid. Les habitants de ces deux mondes se livrent à des affrontements épiques qui vont se répercuter sur Terre. Dans ces comics, Kirby introduit de très nombreux concepts : les tubes boum, les boîtes-mères, la Source, l'équation de l'Anti-Vie, l'Astro-force, les rayons alpha et oméga, etc. qui seront réutilisés par la suite par d'autres artistes de DC. En 1985, Jack Kirby retrouve cet univers en réalisant le roman graphique The Hunger Dogs qui conclut la saga qu'il avait voulu créer.
The Demon : Lorsqu'en 1972 DC décide la suppression de deux des titres du quatrième monde, il est demandé à Kirby de reprendre, à la place, le personnage de Deadman ; Kirby refuse et, s'inspirant d'un épisode de Prince Vaillant de Hal Foster, préfère proposer un nouveau personnage nommé Etrigan le démon. Etrigan est un démon de l'enfer invoqué par Merlin l'Enchanteur pour combattre ses ennemis ; l'âme d'Etrigan est liée à celle d'un humain, Jason Blood, qui de ce fait est devenu immortel. Au XXe siècle, Etrigan continue de combattre démons et sorciers. La série qui conte ses exploits commence en août 1972 et s'achève en janvier 1974 avec le 16e numéro.
Kamandi : En octobre 1972, Jack Kirby propose ce nouveau personnage dans Kamandi, The Last Boy On Earth. L'éditeur Carmine Infantino, voyant le succès du film La Planète des singes suggère à Kirby de réaliser une bande-dessinée post-apocalyptique pour remplacer les séries du Quatrième Monde qui viennent d'être arrêtées. Jack Kirby reprend alors un projet de 1957 intitulé Kamandi of the caves et crée ainsi une histoire qui met en scène les aventures d'un jeune homme, Kamandi, dans un monde post-apocalyptique luttant contre des animaux doués de l'intelligence et de la parole et cherchant d'autres humains. Kirby abandonne la série au no 40, daté d'avril 1976 pour repartir chez Marvel. La série continuera jusqu'au no 59.

#### Autres éditeurs
Les comics de romance
En 1947, Simon et Kirby sont des auteurs reconnus et ils ont déjà par le passé créé des comics importants tel que Captain America en 1940. Cependant cette année est celle d'un événement important pour le duo et plus largement pour l'industrie des comics. Pour Prize, Simon et Kirby vont créer un nouveau genre : le comic sentimental. En septembre 1947, est publié le premier numéro de Young Romance. Le succès est immédiat et les ventes dépassent régulièrement le million d'exemplaires. Dès lors, de nombreux éditeurs vont copier la formule et le marché des comics va être submergé de titres à l'eau de rose : My Romance (août 1948) chez Timely, Sweetheart (octobre 1948) chez Fawcett, Young Love de Kirby et Simon chez Prize (1949)… 147 titres paraissent durant les années 1949-1950 avant que cette surproduction soit délaissée par les lecteurs et que trente titres seulement restent en 1951 (dont ceux de Simon et Kirby qui continuent à bien se vendre ; un troisième titre sera même ajouté en 1952 : Young Brides).
Fighting American
En 1954, Joe Simon et Jack Kirby travaillent pour Prize pour qui ils ont déjà créé des comics policiers, des comics de romance, etc. Joe Simon propose à Jack Kirby de créer, en plus, un nouveau super-héros patriotique, sur le modèle de Captain America. L'ennemi à cette époque de la guerre froide n'est pas le nazisme mais le communisme et ce nouveau héros nommé « Fighting American », aidé d'un jeune acolyte nommé Speedboy, combattra surtout de dangereux Russes ou de menaçants Chinois. L'originalité des histoires racontées tient à la place de l'humour. Si le premier numéro se veut sérieux, par la suite les situations et les personnages sont plus caricaturaux, les histoires ont une tonalité plus comique. La série de comics connaît 10 numéros bimestriels (d'avril 1954 à avril 1955) puis en octobre 1966, les éditions Harvey tenteront de relancer le personnage : cet essai ne durera qu'un numéro.
Captain Victory et ses Chasseurs galactiques
Captain Victory marque le retour de Kirby dans le monde des comics après son départ en 1978 pour celui de l'animation. Les responsables des éditions Pacific Comics lui proposent de créer pour eux une nouvelle série. Kirby ressort de ses archives un ancien projet qui devient Captain Victory and his galactic rangers. Ce comic book est le premier de l'Histoire à être diffusé uniquement dans des magasins de comics. Avant que Pacific ne fasse faillite, 13 numéros paraissent, montrant ce personnage aidé des rangers galactiques luttant, dans un univers de space opera, contre une race insectoïde dirigée par Lighting Lady.

### Kirby contre Marvel

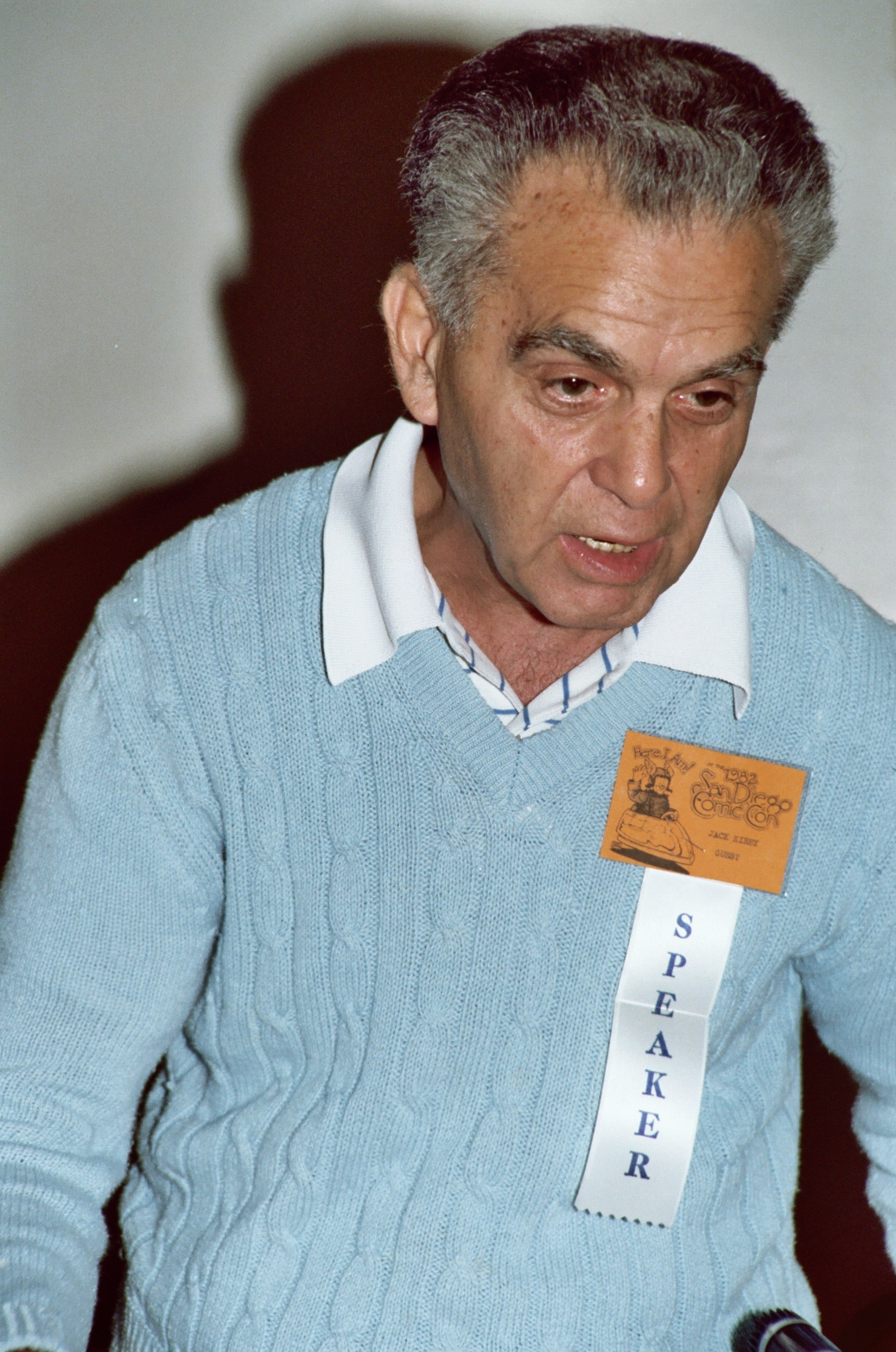
Jack Kirby est souvent entré en conflit avec les maisons d'édition qui le publiaient. Photo de Jack Kirby au San Diego Comic-Con en 1982.

Jack Kirby s'est souvent heurté aux maisons d'édition qui le publiaient, que ce soit DC, Harvey, Prize et surtout Marvel. En 1941, Marvel est le premier éditeur avec lequel il entre en conflit. Alors que les ventes de Captain America comics sont de l'ordre du million d'exemplaires et que les revenus de Simon et Kirby auraient dû profiter de cela, Martin Goodman ment sur les profits tirés du magazine et minimise le pourcentage versé aux auteurs. Plutôt que de poursuivre en justice Goodman, Simon et Kirby préfèrent passer à DC qui leur propose le double du salaire payé par Marvel. Ainsi le conflit ne se résout pas devant les tribunaux mais les deux parties se sépareront en très mauvais termes. Le départ du tandem Kirby – Simon de DC, en 1947, pour Harvey, ne sera pas non plus aisé (DC n'appréciant pas l'abandon de ses auteurs vedettes pour un concurrent) mais Kirby trouvera tout de même du travail chez DC lorsque Harvey rompra le contrat.
En 1968, Kirby se range aux côtés de Marvel contre Joe Simon qui veut récupérer les droits de Captain America. En 1972, Kirby signe un document transférant les droits sur son travail à Marvel puis en 1975, il signe un contrat dans lequel la question des copyrights n'est pas évoquée.
La lutte la plus importante aura lieu à partir de l'année 1978 car à cette date les lois américaines sur le copyright changent et les avocats de Marvel font en sorte que tous les personnages créés pour Marvel restent la propriété de l'entreprise. Depuis 1976, Marvel, à l'image de ce qui se faisait chez DC depuis 1973, rendait aux artistes les pages des comics qui paraissaient et accordait un petit pourcentage des bénéfices en cas de réimpression des comics et d'utilisation dans un autre média. La question du retour des pages se posait pour les comics anciens car le stockage de celles-ci n'était pas contrôlé, des pages étaient données comme cadeau à des partenaires de Marvel, etc. En 1984, Marvel s'engage à rendre aussi les pages anciennes qui ont été triées de 1975 à 1980. Le problème auquel s'est trouvé confronté Jack Kirby tient au fait que dans son cas un document particulier qui faisait quatre pages (contrairement au document donné aux autres artistes qui faisait une page) était joint. Or, ce texte d'une part ne faisait état que de 88 pages à rendre, soit à peu près 1 % de celles produites par Kirby pour Marvel, d'autre part de nombreuses clauses limitaient l'usage possible de ces pages par Kirby. Le document commun obligeait les artistes à reconnaître Marvel comme seul propriétaire des droits liés à la création des personnages. À cela s'ajoutait, pour Kirby seul, l'interdiction d'utiliser, montrer, vendre ses pages sans l'autorisation de Marvel, l'interdiction de contester publiquement cet accord ou de soutenir un auteur qui le ferait et de reconnaître Marvel comme propriétaire des pages qui seraient retrouvées par la suite, en dehors des 88 rendues (soit à peu près 7 900 pages « disparues »). Ce document est refusé par Kirby et la lutte s'engage et dure jusqu'en 1987 ; Marvel explique durant cette période que Jack Kirby ne réclame pas seulement ses pages mais aussi une reconnaissance du copyright sur ses créations. Après de longues tractations et une révolte contre Marvel de la part des artistes, des critiques et des lecteurs, le document particulier sera remplacé par le commun et près de 1 900 pages seront rendues,.
En 2009, les héritiers de Jack Kirby s'opposent eux aussi à Marvel en réclamant le retour des copyrights de comics créés par Jack Kirby et Stan Lee pour 2014. La liste de comics comprend les 21 premiers numéros de Fantastic Four, les 2 premiers Avengers, les 6 Hulk, etc. Cette demande est aussi adressée à plusieurs studios de cinéma et à la Walt Disney Company, qui est le propriétaire de Marvel. En janvier 2011 cette demande est rejetée par Disney qui lance une action en justice contre les Kirby. Ceux-ci en retour attaquent en justice Disney et Marvel. Un premier jugement est donné le 28 juillet 2011 et s'achève en fin de non-recevoir pour la demande des héritiers Kirby. Il reconnaît Marvel, et par extension Disney, seul propriétaire des copyrights au motif que Kirby était à l'époque travailleur freelance (travaillant à la commande) pour Marvel et qu'il a cédé ses droits en 1972. En août 2011, l'avocat de la famille Kirby dépose appel mais celui-ci est rejeté en août 2013. Les héritiers de Kirby décident alors de se pourvoir devant la cour suprême mais le 26 septembre 2014, avant qu'une décision de justice ne soit prise, ils trouvent un arrangement avec Marvel. Les termes complets de celui-ci sont inconnus mais ils amènent l'éditeur à créditer Kirby sur l'ensemble des publications dont il est l'auteur ou/et le coauteur,.

## Analyse de l'œuvre

### Kirby le dessinateur

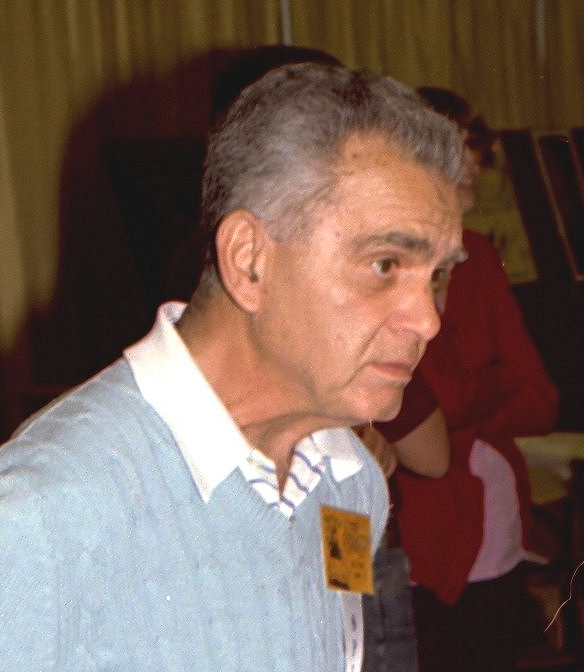
Jack Kirby au San Diego Comic-Con en 1982.

L'importance de Jack Kirby dans le monde des comics s'explique essentiellement par sa maîtrise technique du média. Stan Lee, jamais avare de superlatif, parle d'un « maître de la narration, dessinateur immense, génial inventeur de personnages inoubliables ».
Le style que Jack Kirby a élaboré au cours des années s'accorde avec le type de récit qu'il raconte et la force du dessin et l'énergie de la mise en page correspondent aux pouvoirs fantastiques des personnages. Scott McCloud, dans son essai Réinventer la bande dessinée explique que « Jack Kirby s'empara du motif central des histoires de super-héros — la puissance — et en fit également le motif central de leur graphisme ». Des artistes aux styles aussi différents que John Totleben et Erik Larsen conviennent aussi que le style de Kirby se caractérise par l'impression d'énergie qui transparaît dans ses planches.
Techniquement cela se traduit par plusieurs procédés : l'utilisation de splash-pages (images de pleine page contrastant brutalement avec des planches découpées en cases) ; des traits dynamiques et engageant qui dessinent les personnages et les actions ; une utilisation de lignes pour marquer le mouvement « qui semblent presque avoir une réalité propre ». De même, Kirby est semble-t-il l'inventeur d'un objet graphique destiné à marquer plus fortement l'irruption d'énergie : les « Kirby krackles », qui sont constitués de taches noires, circulaires et de tailles variées qui accompagnent les rayons ou les flux d'énergies (combat, objets sidéraux, etc.),.
Il apparaît donc que Jack Kirby, en utilisant un média bi-dimensionnel et qui fige le temps, cherche à donner l'impression de mouvement. L'analyse par McCloud du numéro 46 de The Fantastic Four : « Those who would destroy us » marque de plus la prédominance de l'enchaînement d'action à action dans l'œuvre de Kirby. Cela signifie que deux cases contiguës sont le plus souvent reliées par une action qui se prolonge.
Si la progression du récit est l'élément central dans l'écriture de Kirby, la construction des cases n'est pas abandonnée et Kirby peut être caractérisé comme un « maître de la forme et de la composition des vignettes ». Jim Valentino va dans le même sens en soulignant la maîtrise du cadrage, de l'angle de vue, etc.. Gérard Courtial, pour définir le style graphique de Jack Kirby, s'attarde sur les comics créés pour DC dans les années 1970, Kamandi etThe Demon, qui reprennent tout ce qui a pu, à un moment ou à un autre, constituer le style « Kirby ». Il évoque alors « la déformation expressionniste localement caricaturale, la linéarité à la limite du schématisme, le jeu abstrait du noir et de la lumière ».
Jack Kirby innove aussi en créant des collages qui s'insèrent dans le récit dessiné. À partir de photographies découpées dans des magazines, il constitue un décor fantastique et y place par la suite ses personnages.
Cependant si l'art de Kirby s'apprécie dans la lecture complète d'un récit et que la construction des vignettes et les liens entre elles sont réfléchies et maîtrisées, le dessin en lui-même pêche parfois. Il n'est pas rare de constater des erreurs, parfois grossières, dans le dessin. Il est ainsi possible de rencontrer un dessin montrant un personnage avec deux mains gauches, ou encore un des héros, Hulk dans l'épisode 2 des Vengeurs, dont le nombre de doigts de pied varie entre 3 et 5, d'une case à l'autre. Ces détails n'intéressent pas Kirby, laissant le soin à l'encreur de corriger ses erreurs. D'ailleurs, ce travail d'encreur ne l'a jamais intéressé, ne se souciant pas de savoir comment celui qui se chargeait de cette tâche travaillait.

### Kirby le scénariste

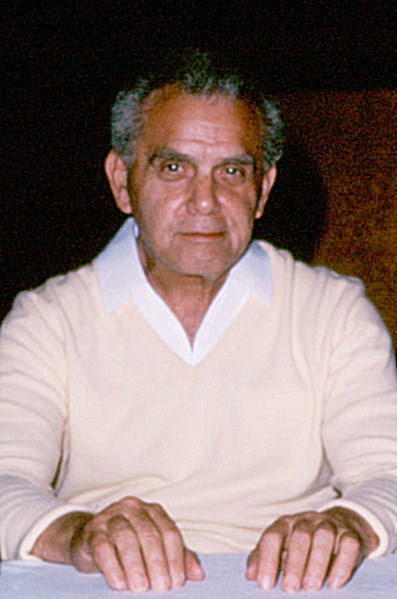
Kirby dans les années 1980.

Jack Kirby participe quasiment dès le début de sa carrière à l'écriture des scénarios qu'il met en image. Ainsi, lorsqu'il collabore avec Joe Simon, les deux artistes participent à tous les moments de création.
De même, chez Marvel Comics dans les années 1950–1960 avec Stan Lee, il est très impliqué dans la création des histoires, étant donné qu'à cette époque Stan Lee met au point la « méthode Marvel ». Cette technique de travail consiste pour le scénariste (Stan Lee à ce moment) à proposer une idée générale, que le dessinateur met en image comme il l'entend. Ensuite, sur les planches proposées et acceptées, le scénariste place les dialogues.
C'est seulement à partir de son arrivée chez DC Comics en 1970 que Kirby est seul responsable de son œuvre : il écrit, dessine et édite les comics qu'il reprend ou qu'il crée, que ce soit chez DC, Marvel ou des indépendants comme Pacific ou Image Comics. Ce qu'il écrit alors seul est jugé beaucoup plus sévèrement que ce qu'il a pu concevoir avec d'autres, ou que sa maîtrise graphique pour faire progresser le récit. Ce qui lui est reproché est surtout son sens du dialogue. Scott Edelman, qui travaillait chez Marvel dans les années 1970 quand Kirby avait repris Captain America, critique ses dialogues comme n'étant pas crédibles et incohérents. Même des auteurs admirateurs de Kirby, comme Neil Gaiman, font une critique semblable. Gaiman explique qu'il connaît par cœur des dialogues de scénaristes comme Stan Lee ou Will Eisner, mais aucun de Kirby. Enfin, le magazine The Jack Kirby Collector, écrit et édité par des admirateurs de Kirby, consacre un article aux dialogues délirants de Kirby.
Ce manque de maîtrise de l'art du scénariste s'est traduit non seulement par des critiques des pairs mais aussi par un relatif échec des comics lancés par Kirby seul. À l'exception notable de Kamandi, qui fut écrit et dessiné par Kirby durant 37 numéros, les autres titres ne dépassent pas les 20 épisodes (la reprise de Captain America se maintient durant 21 épisodes) et sont soit arrêtés (Forever People et New Gods après onze numéros, Devil Dinosaur après 9, Les Éternels après 18 épisodes, etc.), soit repris par d'autres auteurs (Captain America, Machine Man...).
Jack Kirby est surtout connu pour ses comics mettant en présence des super-héros car, s'il a touché à tous les genres (humour, animalier, romance, western, policier), c'est son travail chez Marvel et DC qui a suscité un lectorat important qui se renouvelle grâce aux rééditions. Lorsqu'il s'agit de comics de super-héros (et cela est valable aussi pour ceux de science-fiction), le récit tend à l'épique, à l'extraordinaire. Cela signifie que même lorsque les personnages sont proches du type de justicier urbain (Captain America, La Panthère noire), les aventures tiennent du grandiose et les personnages sont l'incarnation d'une valeur surhumaine. Captain America est l'incarnation des valeurs américaines (tout comme Fighting American sur un mode parodique) ; la Panthère noire lutte contre un être du futur, des robots, un mutant alors qu'il n'est qu'un super athlète.
Cet aspect surhumain atteint son apogée avec les séries du Quatrième Monde chez DC ou Les Éternels chez Marvel. Ce sont là des dieux qui combattent et les humains sont spectateurs et victimes de ces affrontements qui les dépassent. Cela correspond à la vision que Kirby a des comics : « ce sont les mythologies de la société actuelle ; des histoires du bien contre le mal dans une forme simplifiée ». On lit dans l'œuvre de Kirby cette certitude de ce qu'est le bien : les héros ne se posent pas de question sur la justesse de leurs actions, d'autant qu'il s'agit de se défendre contre une menace (l'Amérique contre le nazisme dans Captain America, contre le communisme dans Fighting American ; Loki, le dieu du mal contre Thor ; le Docteur Fatalis contre la Liberté, puisqu'il veut asservir le monde ; Darkseid et Apokolips, images d'Hitler et du nazisme contre le bien incarné en Highfather et New Genesis, etc.).
La recherche du grandiose, lorsqu'elle n'est pas tempérée par le travail d'un scénariste tel que Stan Lee, empêche toute « dérision et humour » comme le note Joseph Ghosn. L'influence de la religion juive de Kirby est une explication apportée pour expliquer cette philosophie, de même que sa jeunesse difficile en tant que fils d'immigré, qui a dû lutter pour gagner ce qu'il possède.

## Distinctions
Au cours de sa carrière, Jack Kirby a reçu de nombreux prix Alley dont celui dans la catégorie « Meilleur Dessinateur » (Best Pencil Artist) en 1968.
En 1972, l'Academy of Comic Book Arts récompense Jack Kirby avec un prix Shazam dans la catégorie Special Achievement by an Individual pour son travail sur le Quatrième Monde qui comprend les séries Forever People, New Gods, Mister Miracle et Superman's Pal Jimmy Olsen. En 1974, il reçoit le prix Inkpot, puis est intronisé dans le temple de la renommée des Shazam en 1975. Après avoir été nommé pendant deux années consécutives au Prix d'honneur (Roll of Honour) des Eagle, il le reçoit en 1979,,.
Les prix Jack-Kirby (dits Prix Kirby) organisés par le magazine Amazing Heroes et par Dave Olbrich de 1985 à 1987 ont été nommés en son honneur, et Kirby a fait partie des trois premiers auteurs inscrit à son temple de la renommée en 1987. À la suite de l'interruption des Kirby, les prix Harvey et Eisner ont été créés. Les Harvey reprennent le nom de « temple de la renommée Jack Kirby » tandis que les Eisner font également figurer Carl Barks, Will Eisner et Jack Kirby dans leur temple de la renommée.
En 1993, le prix humanitaire Bob-Clampett lui a été remis. Après sa mort, en 1998, la réédition, sous la responsabilité éditoriale de Bob Kahan, de ses travaux chez DC Comics sur les New Gods dans l'ouvrage Jack Kirby's New Gods remporte un Harvey Award dans la catégorie « Meilleur projet de réédition » (Best Domestic Reprint Project). En 2017, le jury du prix Bill-Finger récompensant l'excellence dans l'écriture de comic book lui remet son prix posthume.